# 木格乡
木格乡，是中华人民共和国广西壮族自治区贺州市昭平县下辖的一个乡镇级行政单位。

## 行政区划
木格乡下辖以下地区：
木格村、富约村、大旦村、古池村、大洞村、盘石村、中平村、进源村、高车村、招林村和鹿坡村。